# Pervomaiski (Abadzékhskaia)
Pervomaiski - Первомайский (rus) és un possiólok de la República d'Adiguèsia, a Rússia. És a 13 km al sud de Tulski i a 24 km al sud de Maikop. Pertany a la stanitsa d'Abadzékhskaia.